# Elatostema clarkei
Elatostema clarkei är en nässelväxtart som beskrevs av Joseph Dalton Hooker. Elatostema clarkei ingår i släktet Elatostema och familjen nässelväxter. Inga underarter finns listade i Catalogue of Life.